# Балка Водяна (притока Кальміусу)
Балка Водяна — балка (річка) в Україні у Кальміуському районі Донецької області. Ліва притока річки Кальміусу (басейн Азовського моря).

## Опис
Довжина балки приблизно 6,62 км, найкоротша відстань між витоком і гирлом — 6,24  км, коефіцієнт звивистості річки — 1,06 . Формується декількома балками та загатами.

## Розташування
Бере початок у селі Шевченко. Тече переважно на південний захід і на південно-східній околиці села Миколаївки впадає у річку Кальміус (Павлопольське водосховище).

## Цікаві факти
- Біля витоку балки у селі Шевченко пролягає автошлях Т 0519[4] (автомобільний шлях територіального значення у Донецькій області. Пролягає територією Донецького, Кальміуського та Маріупольського районів через Амвросіївку — Бойківське — Маріуполь. Загальна довжина — 121,6 км.).
- У XX столітті на балці існували водосховища та декілька газових свердловаин[6].